# Willem Hendrik Brummelkamp

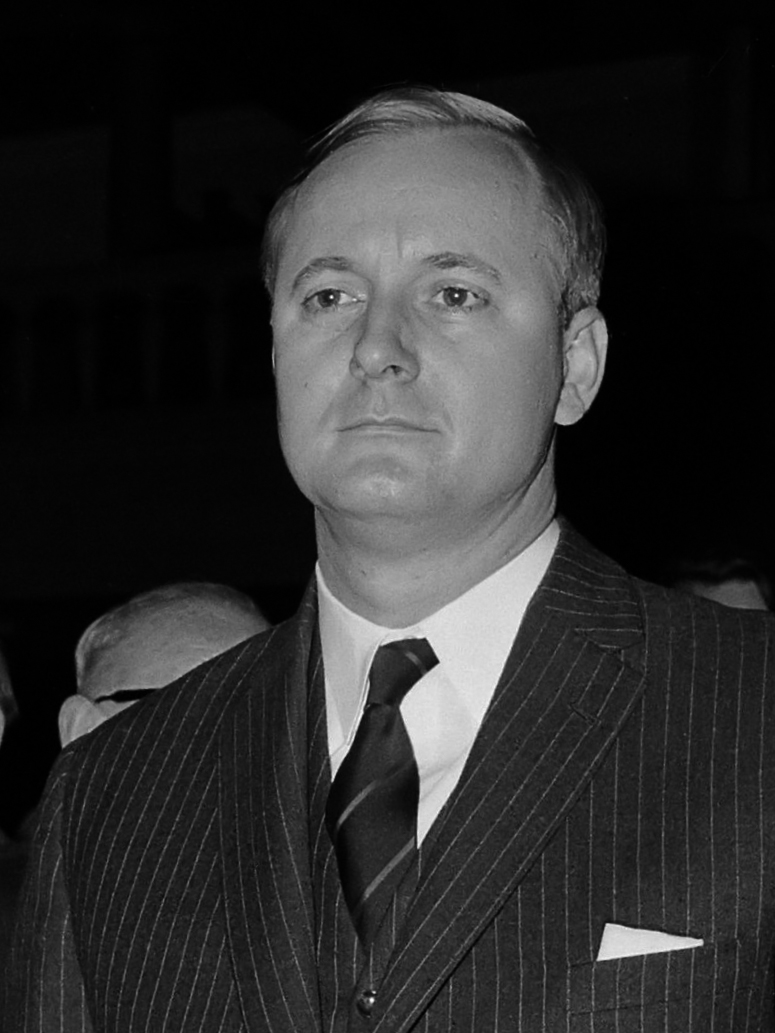
Willem H. Brummelkamp (1965)

Willem Hendrik (Pim) Brummelkamp (Keboemen (Java), 21 maart 1928 - Amstelveen, 7 september 2010) was algemeen chirurg en hoogleraar aan de Universiteit van Amsterdam, aanvankelijk in het Binnengasthuis, later in het AMC te Amsterdam. Hij heeft zich, onder leiding van Prof. I. Boerema, onder andere verdienstelijk gemaakt voor de ontwikkeling van de hyperbare zuurstoftherapie, en in de colorectale chirurgie, met name ook de stomachirurgie. 
Geboren als zoon van een chirurg, ging hij op het lyceum in Haarlem en studeerde daarna vanaf 1945 geneeskunde in Groningen. Zijn diensttijd vervulde hij als arts bij de Koninklijke Marine. 
Brummelkamp promoveerde in 1956 (cum laude) op een proefschrift over meningeomen. Hierna werd hij in het Wilhelminagasthuis tot chirurg opgeleid onder prof. Ite Boerema. Hij interesseerde zich zeer voor de behandeling met zuurstof onder hoge druk in een hyperpressietank, (hyperbare geneeskunde), en was een pionier in de behandeling van gasgangreen met deze methode. 
In 1964 werd hij door de UvA benoemd tot lector in de algemene chirurgie, in 1971 tot gewoon hoogleraar. 
Op zijn initiatief werd de Nederlandse Vereniging voor Stomapatiënten (Harry Bacon Club) opgericht. 
Daarnaast was hij een kunstliefhebber en verzamelaar met een voorliefde voor moderne kunst, onder andere van de Cobragroep. 
Hij was ook medeverantwoordelijk voor de selectie van kunstwerken die in het kader van de 1%-regeling bij de bouw van het AMC werden aangeschaft. Omdat het een zeer duur gebouw was (bijna een miljard gulden), was dit een groot bedrag. Deze kunstcollectie heeft zich inmiddels een zekere faam verworven; het is waarschijnlijk de grootste niet-museale kunstcollectie in Nederland. 
In het AMC in Amsterdam is een tentoonstellingsruimte, de Brummelkamp Galerie, naar hem genoemd. 

## Varia
Als docent was hij een markante persoonlijkheid die onder andere de gewoonte had het eerste college chirurgie voor de eerstejaarsstudenten te beginnen met een realistische diaserie van zeer ernstige verwondingen, waarbij meestal wel een aantal studenten onwel werd en de zaal moest verlaten.